# Prix de Rome américain
Pour les articles homonymes, voir Prix de Rome (homonymie).
Le prix de Rome américain, l'équivalent américain[Selon qui ?] du prix de Rome, est une bourse d'études pour les étudiants en art. 
Le lauréat gagne un séjour à l'American Academy in Rome, fondée en 1894.
Les dates indiquées sont celles données sur le site Society of Fellows of the American Academy in Rome et correspondent parfois à la date de fin du séjour à Rome.

## Liste de lauréats en architecture (Architecture)
- 1897 : John Russell Pope
- 1919 : Raymond McCormick Kennedy
- 1951 : Louis Kahn (architecte)
- 1954 : Pietro Belluschi
- 1956 : Robert Venturi
- 1960 : Edward Durell Stone
- 1961 : Max Abramovitz
- 1962 : Michael Graves
- 1966 : William Pedersen (du cabinet Kohn Pedersen Fox)
- 1971 : William Leonard Pereira
- 1974 : Richard Meier
- 1975 : Charles Willard Moore
- 1978 : Herbert Bayer, Romaldo Giurgola, Michael Graves

## Liste de lauréats en architecture du paysage (Landscape Architecture)
- 1992 : Martha Schwartz

## Liste de lauréats en Arts visuels (Visual Arts)
- 1899 : Hermon Atkins MacNeil
- 1910 : Barry Faulkner
- 1916 : Leo Friedlander
- 1920 : Carl Paul Jennewein
- 1949 : Philip Guston[1]
- 1960 : Rico Lebrun
- 1971 : Philip Guston
- 1982 : George Herms
- 1983 : Ana Mendieta
- 1987 : Bruce Nauman, Vito Acconci
- 1989 : Roy Lichtenstein
- 1996 : Chuck Close
- 2000 : David Salle
- 2012 : Polly Apfelbaum[2]

## Liste de lauréats en design (Design)
- 1991 : Joel Sternfeld

## Liste de lauréats en études classiques et archéologie (Classical Studies & Archaeology)
- 1920 : Lily Ross Taylor
- 1957 : Herbert Bloch
- 1977 : David Halperin
- 1979 : E. Christian Kopff (du Chronicles)
- 1989 : Ernst Kitzinger

## Liste de lauréats en histoire de l'Art (History of Art)
- 1950 : Edgar Wind
- 1966 : Sigfried Giedion
- 1978 : Rudolf Arnheim
- 1980 : Ramsay MacMullen

## Liste de lauréats en littérature (Literature)
- 1953 : William Styron
- 1954 : Allen Tate
- 1957 : John Ciardi, Archibald MacLeish, Robert Penn Warren
- 1960 : Elizabeth Bowen, Wallace Stegner
- 1970 : John Hersey
- 1975 : Alfred Kazin
- 1980 : Francine du Plessix Gray
- 1986 : Oscar Hijuelos

## Liste de lauréats en renaissance et époque moderne (Renaissance & Early Modern)
- 2005 : Mario Carpo

## Liste de lauréats en sculpture (Sculpture)
- 1912 : Paul Manship

## Liste de lauréats en composition musicale (Musical Composition)
- 1924 : Howard Hanson
- 1925 : Randall Thompson
- 1931 : Roger Sessions
- 1933 : Werner Janssen
- 1937 : Samuel Barber
- 1951 : Aaron Copland
- 1952 : Lukas Foss, Gail Kubik
- 1954 : Elliott Carter
- 1955 : George Balch Wilson
- 1956 : Goffredo Petrassi
- 1957 : Bohuslav Martinů
- 1959 : Salvatore Martirano
- 1963 : Elliott Carter
- 1974 : Leon Kirchner
- 1985 : David Del Tredici, Aaron Jay Kernis
- 1986 : Rand Steiger
- 1987 : Earle Brown
- 2015 : Nina C. Young